# Sitio de Jerusalén (1187)
El sitio de Jerusalén se llevó a cabo del 20 de septiembre al 2 de octubre de 1187. Su resultado fue la conquista de Jerusalén por Saladino y el colapso casi total del Reino de Jerusalén. La toma de Jerusalén por los musulmanes sirvió de motivo para el inicio de la Tercera Cruzada.

## Contexto
En Tiro, Balián de Ibelín, señor de Ramala y Nablús - la más alta jerarquía noble que logró escapar de la derrota de Hattin - había pedido a Saladino paso seguro a Jerusalén con el fin de recuperar a su mujer María Comneno y su familia. Saladino le concedió el permiso, a condición de que Balián no tomara las armas en contra suya y no permaneciera en Jerusalén durante más de un día. Sin embargo, al llegar a la Ciudad Santa, el Patriarca Heraclio, la reina Sibila y el resto de los habitantes le suplicaron que se hiciera cargo de la defensa de la ciudad. Heraclio, quien sostuvo que debía permanecer por el bien de la cristiandad, le ofreció eximirle de su juramento, y Balián aceptó.

## Situación en Jerusalén
Balián comunicó su decisión a Saladino, en Ascalón, a través de una diputación de burgueses, que rechazó las propuestas del sultán para una rendición negociada de Jerusalén. Sin embargo, Saladino dispuso una escolta para acompañar a María, sus hijos y toda su familia a Trípoli. Como el señor de más alta jerarquía que permanecía en Jerusalén, según el cronista Ibn al-Athir, Balián fue visto por los musulmanes como el más alto rango "más o menos equivalente al de un rey".
Balián encontró una situación calamitosa en Jerusalén. La ciudad estaba llena de refugiados que huían de las conquistas de Saladino, llegando cada vez más a diario. Había menos de catorce caballeros en toda la ciudad, por lo que armó sesenta nuevos caballeros de entre las filas de los escuderos (caballeros en formación) y los burgueses. Preparó el almacenamiento de alimentos y dinero para el inevitable sitio. A su vez, Saladino unió bajo su mando los ejércitos de Siria y Egipto, y tras un breve e infructuoso asedio de Tiro, el sultán llegó a las afueras de Jerusalén el 20 de septiembre.

## El sitio
Las negociaciones se llevaron a cabo entre Saladino y Balián a través de la mediación de Yusuf Batit, uno de los clérigos ortodoxos orientales, que habían sido reprimidos en gran parte bajo dominio cristiano latino y sabía que tendría más libertad si la ciudad volviese a manos musulmanas. Saladino prefería tomar la ciudad sin derramamiento de sangre, pero dentro se negaban a abandonar su ciudad santa, asegurando que la destruirían en una lucha hasta la muerte en vez de verla entregada pacíficamente. Balián decidió nombrar a todos los hombres defensores de la ciudad. Así comenzó el asedio.
El ejército de Saladino se enfrentó a la Torre de David y la Puerta de Damasco. Sus arqueros hostigaban continuamente las murallas con sus flechas. Las máquinas de asedio se arrastraron hasta las paredes, pero fueron rechazadas repetidamente. Por días, las escaramuzas tuvieron pocos resultados. El 26 de septiembre, Saladino trasladó su campamento a otra parte de la ciudad, en el Monte de los Olivos, donde no había puerta desde la que los cruzados pudieran contraatacar. Las paredes fueron machacadas constantemente por máquinas de asedio, catapultas, mangoneles, fuego griego, ballestas y proyectiles. Una parte de la pared estaba minada, y se derrumbó el 29 de septiembre. Los cruzados no pudieron expulsar a las tropas de Saladino fuera de la brecha, pero al mismo tiempo, los musulmanes no pudieron penetrar en la ciudad. Los musulmanes eran mucho más numerosos que los cruzados, y como antes sólo había unas cuantas docenas de hombres capaces de llevar armas y defender las murallas, no era posible encontrar más hombres incluso en el caso de la promesa de una enorme tasa.
Los civiles estaban en gran desesperación. De acuerdo con un pasaje posiblemente escrito por Ernoul, un escudero de Balián, en la continuación de la crónica de Guillermo de Tiro, los clérigos organizaron una procesión descalzos alrededor de las murallas, como habían hecho los clérigos durante la Primera Cruzada, marchando fuera de los muros en 1099. En el Monte Calvario, las mujeres cortaron el cabello de sus hijos, después de la inmersión profunda del mentón en cuencos de agua fría. Estas penitencias tenían por objeto alejar la ira de Dios fuera de la ciudad, pero «Nuestro Señor no se dignó a escuchar las oraciones o el ruido que se hizo en la ciudad. Porque el hedor de adulterio, la repugnante extravagancia y el pecado contra la naturaleza, no dejaron alzar las oraciones hasta Dios».

### Negociaciones entre Balián y Saladino
A finales de septiembre, Balián cabalgó con una embajada a reunirse con el sultán, ofreciendo la entrega a la que se habían negado inicialmente. Saladino no aceptaría esto, al ver que a medida que hablaba, sus hombres escalaban las paredes y plantaban sus banderas. Pronto, sin embargo, los cruzados repelieron su ataque. Saladino aceptó, y los dos estaban de acuerdo en que la ciudad se entregaría a Saladino pacíficamente. El sultán permitió un rescate de veinte besantes para los hombres, diez para las mujeres, y cinco para los niños, pero los que no podían pagar se vendieron como esclavos. Balián argumentó en vano que hay muchas más personas que no podían pagar, ya que quizás había hasta 20.000 refugiados de otras partes del reino.
Después de regresar a Jerusalén, se decidió que siete mil habitantes pobres podrían ser rescatados con dinero procedentes de la tesorería que Enrique II de Inglaterra había establecido allí, y que estaba siendo vigilada por los Hospitalarios. Este dinero estaba destinado para ser usado por Enrique en una peregrinación o una cruzada, en penitencia por el asesinato de Tomás Becket, pero el rey nunca llegó, y su tesoro ya había sido utilizado para pagar mercenarios antes de la batalla de Hattin.
Balián se reunió de nuevo con el sultán Saladino para bajar el rescate a diez besantes por hombre, cinco por mujer y uno por niño. Balián argumentó que esta aún era demasiado grande, y Saladino propuso un rescate de 100.000 besantes para todos los habitantes. Balián pensó que esto era imposible, y Saladino dijo que un rescate de siete mil personas no sería inferior a 50.000 besantes. Finalmente se decidió que Saladino liberaría a los siete mil por 30.000 besantes; se permitió que dos mujeres o diez niños pudieran ocupar el lugar de un hombre por el mismo precio.

### Entrega de la ciudad
Balián entregó las llaves de la Torre de David, la ciudadela, el 2 de octubre. Se anunció que todos los habitantes tenían alrededor de un mes para pagar su rescate, si podían (el tiempo tal vez fue de 30 a 50 días, dependiendo de la fuente). Saladino fue generoso y liberó a algunos de los que fueron forzados a la esclavitud; Safadin, su hermano, hizo lo mismo, y Balián y Heraclio pagaron la libertad de muchos otros con su propio dinero. Se ofrecieron como rehenes para el resto de los ciudadanos (por lo menos varios miles) cuyos rescates no se habían pagado, pero Saladino se negó. Como consecuencia de ello, 15.000 fueron vendidos como esclavos.
Saladino permitió una marcha ordenada de Jerusalén e impidió el tipo de masacre que se había producido cuando los cruzados tomaron la ciudad en 1099. Los habitantes rescatados marcharon lejos en tres columnas; los Templarios y Hospitalarios llevaron a las dos primeras, con Balián y el Patriarca liderando la tercera. Se permitió a Balián reunirse con su esposa y familia en Trípoli. Se permitió a Heraclio evacuar varios tesoros de iglesias y relicarios, hecho que escandalizó al cronista musulmán Imad al-Din, a pesar de que ya había contribuido a los rescates.

## Consecuencias
Algunos de los refugiados se dirigieron primero a Trípoli, donde se les negó la entrada y fueron despojados de las posesiones que habían tomado con ellos en Jerusalén. Muchos de ellos fueron a Antioquía, Cilicia, y a Constantinopla. Otros refugiados marcharon a Egipto, y se permitió embarcar en buques italianos que partieron para Europa.
Saladino permitió peregrinaciones cristianas a Jerusalén, y permitió a la Iglesia del Santo Sepulcro permanecer en manos cristianas. Para solidificar las reclamaciones musulmanas a Jerusalén, muchos sitios sagrados, incluyendo lo que ahora se conoce como mezquita de Al-Aqsa, se levantó un ritual con agua purificada. Siguió la captura de una serie de otros castillos que se mantenían en contra de él, incluyendo Belvoir, Kerak, y Montreal, y volvió a sitiar a la ciudad de Tiro por segunda vez.
Mientras tanto, las noticias de la desastrosa derrota de Hattin, fueron traídas a Europa por el arzobispo Joscio de Tiro, así como por otros peregrinos y viajeros, mientras que Saladino fue a la conquista del resto del reino en todo el verano de 1187. Inmediatamente, se hizo planes para una nueva cruzada; el 29 de octubre, el papa Gregorio VIII emitió la bula Audita tremendi, incluso antes de que hubiera oído de la caída de Jerusalén. En Inglaterra y Francia, los diezmos de Saladino fueron promulgados con el fin de financiar los gastos. La posterior Tercera Cruzada no se puso en marcha hasta 1189, en tres contingentes dirigidos por Ricardo Corazón de León, Felipe Augusto, y Federico Barbarroja.

## El sitio en la ficción
- El sitio de Jerusalén es el punto culminante de la trama de la película de 2005 Kingdom of Heaven, dirigida y producida por Ridley Scott. Es tal vez la parte más histórica de la película, sobre la base de una serie de fuentes primarias, aunque con mucha imaginación material añadida.[14]
- Catherine Jinks escribió una comedia de la historia para adultos y jóvenes, Pagan's Crusade (1993), que describe los acontecimientos que condujeron al asedio. Aunque es una obra de ficción, describe con cierto grado de verosimilitud el daño hecho a la ciudad, las armas utilizadas y las negociaciones entre Saladino y Balián de Ibelín.[15]